# 3-cloro-2-metil-1-propeno
El 3-cloro-2-metil-1-propeno, llamado también 3-cloro-2-metilpropeno, cloruro de metalilo o cloruro de isobutenilo, es un compuesto orgánico de fórmula molecular C4H7Cl. Es un haloalqueno no lineal de cuatro carbonos con un átomo de cloro unido a un carbono terminal.

## Propiedades físicas y químicas
A temperatura ambiente, el 3-cloro-2-metil-1-propeno es un líquido incoloro de olor penetrante. Su densidad es inferior a la del agua, ρ = 0,925 g/cm³, y en fase gas es 3,1 veces más denso que el aire. Tiene su punto de ebullición a 71 °C y su punto de fusión a -80 °C.
El valor del logaritmo de su coeficiente de reparto, logP ≃ 2,10, indica que es más soluble en disolventes apolares que en disolventes polares. Es muy poco soluble en agua, menos de 1 g/L; en cambio, es miscible en etanol y éter dietílico, muy soluble en cloroformo y soluble en acetona.

## Síntesis
El 3-cloro-2-metil-1-propeno se prepara haciendo reaccionar cantidades casi estequiométricas de isobuteno y cloro en fase gaseosa. Esta reacción se puede llevar a cabo en un reactor de flujo cruzado, en donde el isobuteno fluye a través de un tubo de reacción enfriado que es alimentado con cloro por dos o más puntos.

## Usos
Al tratar 3-cloro-2-metil-1-propeno con cloruro de sulfurilo, usando peróxido de dibenzoílo como catalizador, se obtiene 1,2,3-tricloro-2-metilpropano con un rendimiento del 75%.
El 3-cloro-2-metil-1-propeno también sirve para sintetizar isotiociantato de metalilo: mediante la reacción de este cloroalqueno con un tiocianato de metal alcalino o tiocianato de amonio se forma tiocianato de metalilo, el cual se reestructura fácilmente con calor (normalmente con destilación) para dar el compuesto deseado.
El metilenciclopropano se puede sintetizar a través de una reacción de ciclación intramolecular a partir del 3-cloro-2-metil-1-propeno por tratamiento de este con una base fuerte como la amida de sodio:
Otro uso del 3-cloro-2-metil-1-propeno es en la carboaminación catalizada por paladio de benzaldiminas, con la que se obtienen isoquinolinas 3,4-disustituídas.
Asimismo se emplea en la alquilación de metilamina para proporcionar la correspondiente amina secundaria y terciaria, así como en la cloroalilación de éteres aromáticos de inol y de inamidas.
Este cloroalqueno se usa como intermediario en la síntesis de aminoprofeno, medicamento empleado para controlar artrosis, cervicalgia o dolor lumbar.

## Precauciones
El 3-cloro-2-metil-1-propeno es un compuesto muy inflamable, como líquido y como gas, siendo su punto de inflamabilidad -18 °C y su temperatura de autoignición 540 °C. Al arder puede generar gases tóxicos como cloruro de hidrógeno y monóxido de carbono. Sus vapores pueden formar mezclas explosivas con el aire. 
Por otra parte, el contacto con este producto provoca quemaduras en piel y ojos.